# Hugo von Rosenberg
Hugo von Rosenberg (* 3. Juni 1875 in Hannover; † 19. Oktober 1944 in Berlin-Wilmersdorf) war ein deutscher Vizeadmiral der Kriegsmarine.

## Leben

### Herkunft
Er war der Sohn des späteren preußischen Generals der Kavallerie Heinrich von Rosenberg (1833–1900) und seiner Ehefrau Johanna von der Marwitz geheiratet (* 8. März 1839 in Wardin b. Arnswalde; † 3. Dezember 1916 in Großdorf b. Unruhstadt). Seine Urgroßeltern waren der Landesälteste und Gutsbesitzer Heinrich Gottfried Wilhelm Rosarius von Rosenberg, auf Puditsch, und Henriette Charlotte Theodore Ernestine von Burgsdorff, die Großeltern waren der Rittmeister Wilhelm von Rosenberg (* 3. Mai 1795 in Puditsch; † 10. April 1844 ebenda) und Charlotte Luise von Strbensky (* 13. Februar 1801 in Goldmannsdorf; † 28. Oktober 1886 in Metz). Die Familie stammt aus Schlesien und durch die Nobilitierung 1648 dem Briefadel zugerechnet. Der Familienzweig bediente sich lange der Schreibweise Rosarius von Rosenberg.

### Militärkarriere
Rosenberg trat am 4. April 1893 als Kadett in die Kaiserliche Marine ein. Er absolvierte zunächst seine Grundausbildung und kam dann an die Marineschule. Als Unterleutnant zur See verließ er Mitte September 1896 diese Einrichtung und wurde bis März 1899 auf den Schulschiffen König Wilhelm und Charlotte weiter ausgebildet. Anschließend folgte seine Versetzung zur I. Torpedo-Abteilung, wo man ihn als Kompanieoffizier einsetzte. Zugleich fungierte er auch als Wachoffizier auf den Torpedodivisionsbooten D 4 und D 10. Es folgten bis Ende September 1906 Verwendungen auf verschiedenen Kleinen Kreuzern. Zwischenzeitlich war Rosenberg zum Kapitänleutnant aufgestiegen. Nach Verwendungen bei der Minenabteilung, wo er zugleich zeitweise auch als Chef der II. Minensuchdivision fungierte, war Rosenberg von April bis Anfang September 1910 Kommandant des Schulschiffes Grille. Im Anschluss war er Navigationsoffizier auf dem Linienschiff Hannover und wurde am 24. September 1911 als Korvettenkapitän in gleicher Eigenschaft auf die Helgoland versetzt. Auf diesem Großlinienschiff avancierte er am 1. April 1912 zum Ersten Offizier. Vom 14. Juni bis zum 30. September 1912 stand Rosenberg zur Verfügung des Chefs der Marinestation der Nordsee und wurde anschließend zum Kommandeur der Handwerkerabteilung der I. Werftdivision ernannt. Ab 6. April 1913 war er zur Kaiserlichen Werft Kiel kommandiert. Am 19. Mai 1914 wurde Rosenberg der Abschied mit der gesetzlichen Pension, der Berechtigung zum Tragen der Uniform sowie der Aussicht auf Anstellung im Zivildienst bewilligt.
Mit Ausbruch des Ersten Weltkriegs stellte sich Rosenberg zur Verfügung und wurde als z.D.-Offizier wiederverwendet. Im August 1914 zum Führer der Sperrfahrzeug-Division der Ostsee ernannt, hatte er zunächst das Kommando über die zu Hilfsstreuminenlegern umgebauten Fährschiffe Deutschland, Rügen und Kaiser. Am 1. Oktober 1917 erfolgte seine Ernennung zum Chef der U-Boot-Suchflottille der Ostsee. In dieser Funktion war Rosenberg maßgeblich am Erfolg des Unternehmens Albion, der Besetzung der baltischen Inseln Ösel, Dagö und Moon beteiligt. Der unter seinem Kommando stehende Verband hatte u. a. das Kassar Wiek von Seeminen geräumt und dadurch das Vordringen und die Landung der deutschen Streitkräfte ermöglicht. Für diese Leistungen wurde Rosenberg am 4. Dezember 1917 durch Wilhelm II. der Orden Pour le Mérite verliehen. Außerdem wurde er am 14. Oktober 1917 mit Patent vom 9. Juli 1917 wieder in das aktive Dienstverhältnis übernommen. Am 25. Januar 1918 ernannte man Rosenberg zum Führer des Suchverbandes der Ostsee, welcher Teil des Sonderverbands Ostsee unter Konteradmiral Hugo Meurer bei der Finnland-Intervention war, und er bekleidete diese Stellung bis über das Kriegsende hinaus.
Nach Kriegsende war Rosenberg zunächst als Abteilungskommandeur in der II. Matrosen-Division tätig. Man übernahm ihn in die Vorläufige Reichsmarine und setzte ihn als Führer des Minensuchverbandes der Ostsee ein. In dieser Eigenschaft am 21. Januar 1920 zum Kapitän zur See befördert, war Rosenberg im März 1920 Zweiter Admiral der Seestreitkräfte der Ostsee. Anschließend beurlaubte man ihn bis Mitte Juli 1920. Am 17. Juli 1920 folgte seine Ernennung zum Befehlshaber der Seestreitkräfte der Ostsee. Mit Rangdienstalter vom 1. April 1923 wurde Rosenberg am 31. Mai 1923 zum Konteradmiral befördert und am 30. September 1923 aus dem aktiven Dienst verabschiedet.
Rosenberg erhielt am 19. August 1939 den Charakter als Vizeadmiral. Diese Verleihung wurde am 27. August 1939, dem sogenannten Tannenbergtag, bekannt gegeben. Er war Ehrenritter des Johanniterordens.